# 佐古雅俊
佐古 雅俊（さこ まさとし、1960年5月3日 - ）は、山口県岩国市出身の元競輪選手、元自転車競技選手。現役時代は日本競輪選手会広島支部所属、ホームバンクは広島競輪場。日本競輪学校（当時。以下、競輪学校）第45期生。

## 経歴
「三原マジック」とも称された、広島県出身の高校野球指導者、三原新二郎が福井高等学校の監督時代に同校からスカウトを受け入学（俗に言われる特待生入学）。1年生の時に夏の甲子園大会に出場した経験を持つ。非凡な野球センスがあり、大学、社会人レベルならば十分通用するほどの実力を備えていたため当初は進学して野球を続けようと考えていたが、自身は身長が164cmしかなかったこと、たまたま読んだ雑誌で「あなたも競輪選手になれる、年収2000万円」という広告を目にしたことで、野球選手としては高校で区切りをつけ、卒業後は競輪へ転身した。
競輪学校第45期生として、適性試験で合格（本人によると、最下位で合格）。同期にはGI最年長優勝記録保持者の松本整や、最高齢勝利記録保持者の三ツ井勉らがいる。在校成績は37位であった。
1980年4月18日、防府競輪場でデビューし2着。1982年、新人王戦で決勝2着となり、翌1983年には2つの特別競輪（現在のGI）で決勝に進出。その後は追い込みを主体としながらも、時折鋭い捲りを放つ自在選手として活躍の場を広げ、1985年の高松宮杯決勝3着、1986年の競輪王戦では決勝2着に入った。1988年の全日本選抜決勝戦に於いては後方から捲り追い込みで2着となり表彰台に登り、その年のグランプリ出場も果たし6着となった。翌1989年にフランスのリヨンで行われた世界自転車選手権・ケイリンで決勝3着に入り、銅メダルを獲得。一連の実績が示す通り、この頃までの佐古は、同期の中では最初に特別競輪（GI）タイトルホルダーになるのではないかと期待されていた（45期のGIタイトルホルダーは松本整のみ）。
ところがその後、GIの決勝進出は皆無となってしまった。この原因として、佐古が非常に子煩悩な性格であることに起因するとみられる。それは、子供の教育環境のことを考え、1990年代の終わりに広島から大阪に選手登録地を移したことや、子供が徳島県内の大学に進学することが決まると選手登録地までも徳島に移す、といった形で表れている。2008年から2012年春まで徳島支部に所属し、同5月よりかつての本拠地広島へと登録地を戻した。
2017年1月に当時競輪学校最年長期（37期）であった永澤豊が引退したため、それ以降は佐古と三ツ井勉、長谷井浩二の45期3人が実質の現役最年長期となったが、長谷井は2019年1月15日付で、三ツ井は2020年1月23日付で、それぞれ選手登録消除されたため、2020年1月24日以降は実質の現役最年長かつ現役最年長期となり、さらに佐久間が2022年6月をもって選手会の理事長職を退き2022年7月7日付で正式に引退したため、それ以降は佐古が正式に現役最年長かつ現役最年長期となった。
2021年10月1日、別府FII最終日の第2レースで1着となり、通算400勝を達成。
晩年は加齢による衰えなどもあり最下層のA級3班（チャレンジ）に陥落、そして競走得点が70点を維持できない状態が続いたことで、2023年上期限りで代謝制度により強制引退が決定した。ただ、元から心臓疾患を抱えており、晩年は複数回その手術を受けたこともありその時点で引退を決意。同年6月7日の伊東FII最終日第1レースで6着となったのを最後に競走を離れ、同月中にあっせんされていた残り2開催の競走は欠場することとし、引退手続きを取った。
2023年6月30日、選手登録消除。通算戦績は3502戦403勝、優勝46回。生涯獲得賞金は9億2780万3844円。
引退後は、広島競輪場で関連職員として携わる。

## エピソード
- 20代前半で既に多額の賞金を得ていた佐古は、23歳の時にTシャツ・Gパン姿でサンダルを履いて800万円のBMWを即金で買いに行き、ディーラーを驚愕させた[1]。
- 20代の頃の佐古は落車が多い選手だったが、なぜか鎖骨骨折は1回もしなかった。その要因として、落車しても絶対にハンドルを離さなかったことにあるという話が、当時テレビ東京系で放送されていた『独占!!サイクルスポーツ』で紹介された。
- 若い頃から練習にローラーを取り入れない主義で、主に街道でのインターバルを基本とした練習を行っていた。晩年でもローラー嫌いは変わらず、自宅に電動ローラーはあるもののほとんど使わなかった[1]。
- 40代の頃、自身が出走していた競輪場にとあるファンが訪れ、競輪場の職員にプレゼントとして盆栽を託して去っていった。ちなみにその貰った盆栽は、のち独学で育てた[1]。
- 広島勢のKEIRINグランプリ出場は、佐古以降では松浦悠士が2019年大会に出場するまで31年間現れなかった[9]。